# First Pull Up, Then Pull Down
1971-ben jelent meg a Hot Tuna második albuma, a First Pull Up, Then Pull Down. Az első albumhoz hasonlóan ez is koncertfelvétel, ám a dalok elektromos hangszerelésben szólalnak meg. A felvételek a kaliforniai Los Gatosban lévő Chateau Liberte-ben készültek. A hét dal közül hat feldolgozás, a Been So Long viszont Jorma Kaukonen szerzeménye. Az album a Billboard listáján a 43. helyet érte el. Az RCA Records által 1996-ban kiadott Hot Tuna in a Can című box setben az album felújított változata jelent meg.

## Az album dalai

### Első oldal
1. John’s Other (Papa John Creach) – 8:19
2. Candy Man (Rev. Gary Davis) – 5:50
3. Been So Long (Jorma Kaukonen) – 3:47
4. Want You to Know (Bo Carter) – 3:01

### Második oldal
1. Keep Your Lamps Trimmed and Burning (Rev. Gary Davis) – 8:16
2. Never Happen No More (Blind Blake) – 3:52
3. Come Back Baby (Lightnin’ Hopkins) – 9:38

## Közreműködők
- Jorma Kaukonen – ének, gitár
- Jack Casady – basszusgitár
- Papa John Creach – hegedű
- Will Scarlett – szájharmonika
- Sammy Piazza – dob, ütőhangszerek

### Produkció
- Allen Zentz – hangmérnök
- Pat "Maurice" Ieraci – „a gépek mestere” (hangmérnök-asszisztens)
- Margareta Kaukonen – rajzok
- Jack Casady – fényképek
- Mike Frankel – belső fénykép
- Gut – művészeti vezető
- Jorma Kaukonen – producer

## Külső hivatkozások
- Diszkográfia a Hot Tuna hivatalos honlapján